# Faith Bandler
Faith Bandler, nascida Ida Lessing Faith Mussing (Tumbulgum, 27 de setembro de 1918 – Sydney, 13 de fevereiro de 2015), foi uma ativista australiana dos direitos civis de origem ilhéu do Mar do Sul e herança escocesa-indiana. Defensora dos direitos dos indígenas australianos e dos ilhéus dos Mares do Sul, ela era mais conhecida por sua liderança na campanha para o referendo de 1967 sobre os aborígenes australianos.

## Juventude e família
Faith Bandler nasceu em Tumbulgum, Nova Gales do Sul, na Austrália, e foi criada em uma fazenda perto de Murwillumbah. Seu pai, Wacvie Mussingkon, filho de Baddick e Lessing Mussingkon, foi capturado pelo tráfico de escravos em Biap, na Ilha Ambrym, onde hoje é Vanuatu, quando era um menino, com cerca de 13 anos, em 1883. Ele foi então enviado para Mackay, Queensland, antes de ser enviado para trabalhar em uma plantação de cana-de-açúcar na Austrália. Mais tarde, ele escapou e se casou com a mãe de Bandler, uma escocesa-indiana de Nova Gales do Sul.
Mais tarde, Wacvie Mussingkon ficou conhecido como Peter Mussing, um pregador leigo que trabalhava em uma plantação de bananas nos arredores de Murwillumbah. Ele morreu quando Faith Bandler tinha cinco anos. Faith citou histórias da dura experiência de seu pai como trabalhador escravo como uma forte motivação para seu ativismo.
Em 1934, Faith Bandler deixou a escola e mudou-se para Sydney, onde trabalhou como aprendiz de costureira.

## Carreira

### Início de carreira
Durante a Segunda Guerra Mundial, Faith Bandler e sua irmã Kath serviram no Exército Terrestre Feminino Australiano, trabalhando em fazendas de frutas. Os trabalhadores Bandler e indígenas recebiam menos salários do que os trabalhadores brancos. Após receber alta, em 1945, ela começou a fazer campanha por igualdade de remuneração para os trabalhadores indígenas. Após a guerra, Faith Bandler mudou-se para Kings Cross, subúrbio de Sydney, Nova Gales do Sul, onde também trabalhou como ativista contra abusos.

### Ativismo comunitário
Em 1956, Faith Bandler tornou-se uma ativista em tempo integral, co-fundando e tornando-se ativa na organização de direitos indígenas Aboriginal-Australian Fellowship, com sede em Sydney, juntamente com Pearl Gibbs, Bert Groves, e Grace Bardsley.
Faith também se envolveu com o Conselho Federal para o Avanço Aborígine (FCAA, mais tarde FCAATSI), que foi formado em 1957. Durante este período, Faith Bandler trabalhou com suas mentoras Pearl Gibbs e Jessie Street. Como secretária-geral da FCAA, Faith liderou a campanha por um referendo constitucional para remover disposições discriminatórias da Constituição da Austrália. A campanha, que incluiu várias petições massivas e centenas de reuniões públicas organizadas por Faith Bandler, resultou no referendo de 1967, sendo apresentado ao povo pelo governo de Harold Holt. O referendo foi bem-sucedido em todos os seis estados, atraindo quase 91% de apoio em todo o país, o que deu ao governo federal o poder de fazer leis para os indígenas australianos nos estados, bem como incluí-los nas contagens da população (o censo australiano).
Em 1975, Faith Bandler visitou a Ilha Ambrym, onde seu pai havia sido sequestrado 92 anos antes. Ao longo da década de 1970, Faith foi membro proeminente do Lobby Eleitoral Feminino, em Nova Gales do Sul.

### Escrita

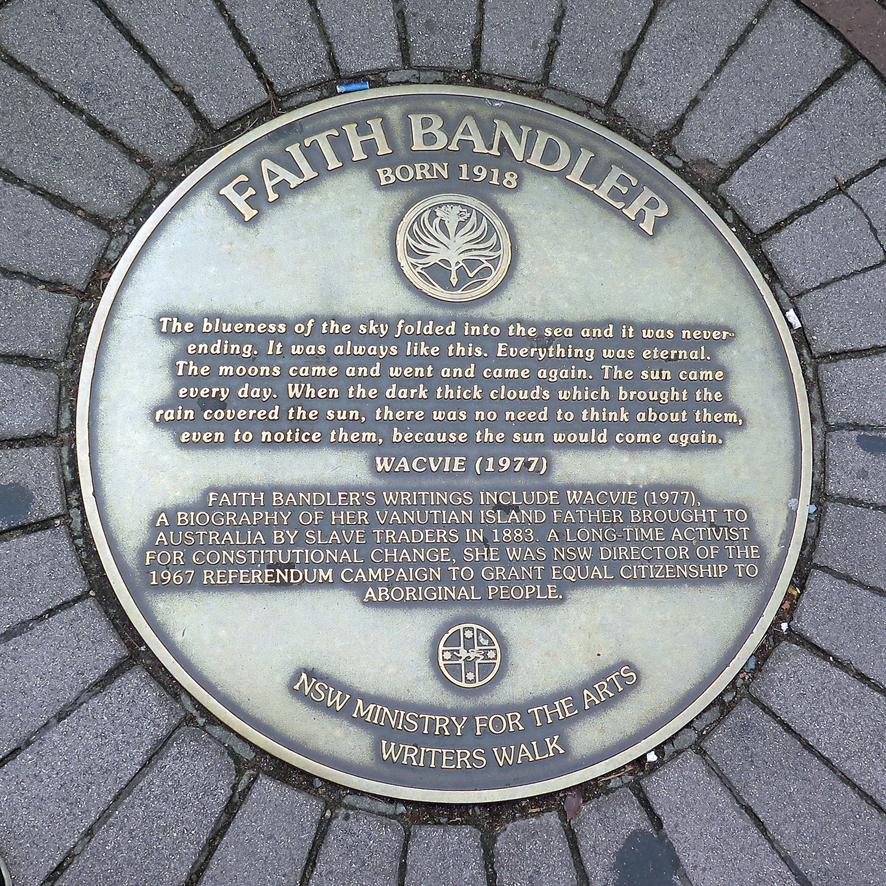
Placa memorial de Faith Bandler na caminhada dos escritores de Sydney, em Circular Quay

Em 1974, Faith Bandler começou a trabalhar em quatro livros, duas histórias do referendo de 1967, um relato da vida de seu irmão em Nova Gales do Sul e um romance sobre a experiência de seu pai com o tráfico de escravos em Queensland. A partir de 1974, ela também começou a fazer campanha pelos direitos dos australianos das ilhas dos Mares do Sul. Segundo a biógrafa de Faith Bandler, a escritora feminista e historiadora Marilyn Lake, esta campanha foi mais desafiadora do que a campanha da FCAATSI para o referendo de 1967, já que Faith estava lutando em duas frentes. Ela não só estava lutando contra historiadores que insistiam que os melros das ilhas dos Mares do Sul eram na verdade servos contratados voluntários, mas também foi até certo ponto condenada ao ostracismo pelos indígenas australianos no movimento australiano pelos direitos civis, devido à crescente influência da ideologia separatista do Poder Negro.

## Vida pessoal
Em 1952, Faith casou-se com Hans Bandler, um refugiado judeu de Viena, Áustria, e viveu em Frenchs Forest, Sydney, Austrália. Durante a guerra, Hans foi enviado para os campos de concentração nazistas de trabalhos forçados.
O casal teve uma filha, Lilon Gretl, nascida em 1954, e um filho aborígine australiano adotivo, Peter (Manual Armstrong). No entanto, eles perderam contato com Peter quando ele partiu em busca de sua família biológica.
Hans morreu em 2009. Faith Bandler morreu aos 96 anos, em fevereiro de 2015.

## Honras e prêmios
Faith Bandler era:
- foi nomeada Membro da Ordem do Império Britânico (MBE) em 1976,[12] mas ela se recusou a aceitá-la[13]
- Membro da Ordem da Austrália (AM) em 11 de junho de 1984, em reconhecimento ao seu serviço ao bem-estar dos aborígenes[14]
- doutorado honorário da Macquarie University em 1994[15]
- Medalha de Direitos Humanos de 1997 pela então Comissão de Direitos Humanos e Igualdade de Oportunidades
- 100 tesouros vivos australianos inaugurais pelo National Trust of Australia
- Companheiro da Ordem da Austrália (AC) em 26 de janeiro de 2009 ( Dia da Austrália ) [16][17]
- Quadro de Honra das Mulheres de Victoria em 2001

Um retrato de Bandler de 1993, feito pela artista Margaret Woodward, está em poder da Biblioteca Estadual de Nova Gales do Sul.
Após sua morte, o primeiro-ministro Tony Abbott ofereceu à família de Bandler um funeral de estado .

## Trabalhos selecionados
Os trabalhos publicados por Faith Bandler incluem:
- Bandler, Faith (1977). Wacvie. Adelaide: Rigby. ISBN 0-7270-0446-8
- Bandler, Faith; Fox, Len (1980). Marani in Australia. Adelaide: Rigby. ISBN 0-7270-1254-1
- Bandler, Faith; Fox, Len, eds. (1983). The Time was Ripe: A History of the Aboriginal-Australian Fellowship. Chippendale, New South Wales: Alternative Publishing Cooperative. ISBN 0-909188-78-5
- Bandler, Faith (1984). Welou, My Brother. Glebe, New South Wales: Wild & Woolley. ISBN 0-909331-73-1
- Bandler, Faith (1989). Turning the Tide: A Personal History of the Federal Council for the Advancement of Aborigines and Torres Strait Islanders. Canberra: Aboriginal Studies Press. ISBN 0-85575-196-7